# 大英帝国
大英帝国（英語：British Empire）指英格兰王国以及《1707年聯合法令》生效以来由英国统治的殖民帝国，是歷史上領土面積最大的帝國，亦被称做“日不落帝国”。大英帝國的最大面積曾達3400萬平方公里（一说为3550万平方公里）。其帝国的领土及管辖范围囊括英格兰王国以及《1707年聯合法令》生效以来的英国管辖的自治領、殖民地及其它类型之领土。
大英帝國在世上傳播其語言、宗教、法律、制度、文化、科學、商業、价值、教育等，這些體系服務於大英帝國的利益，並拓展全球的航運貿易與金融市場。工業革命萌芽後，大英帝國的經濟成長逐漸超越他國，成為全球超級強國。二戰勝利後，英國國力受損衰落，雖一度不放棄海外殖民利益，但後來也接受了妥協，保留大英國協與前殖民地維繫著友好關係。1997年7月1日，香港回歸中華人民共和國，這是英國最後一塊殖民地，見證着大英帝国模式的興衰與终局的标志。

## 概述

曾经被大英帝国统治过的地区（今巴基斯坦未包括在图中）

16世紀，英格蘭殖民帝國開始萌芽，英國透過建立海上強權的方式建立自己的體系。這裡並沒有一個明確的時間概念。英國開始在加勒比群島和北美洲建立官方殖民地。
16世紀，英國正式在海權方面崛起。它的內部發生了統治家族的玫瑰戰爭、天主教和聖公會的宗教內戰、以及共和派對君主派的內戰，在這一系列的劇烈動蕩之中，英國開始成功孕育成熟的地方分權制度，竭力壓制一人獨裁專權，為日後高效、科學、法制的統治世界打下基礎。而在外部，於1588年透過格瑞福兰海战击败西班牙无敌舰队，成功保衛自身的獨立地位，但在下一年針對西班牙的反无敌舰队卻以慘敗告終，但經過伊莉莎白一世的發展，英國海軍逐步開始能與其他歐洲國家分庭抗禮。而陸權方面，1500年到1600年，由於英國在歐洲大陸上的英法百年戰爭中輸給了法國，所以在歐陸舊大陸發言權甚少，英國能對歐洲政治的影響力降低，依然不如西班牙、法國、神聖羅馬帝國等國，但是已經成為在二流國家當中的第一把交椅。
整個17世紀和18世紀，英國都在和他國的鬥爭中不斷累積自己的實力，急速變強。光榮革命後的英國對法國發動第二次百年戰爭（1689年－1815年），與當時波旁王朝統治下的法蘭西王國爭奪歐洲以外的海外霸權；這也是英國從不插手歐洲事務、轉向積極干涉歐洲的起點。此時西班牙殖民地達到飽和，於是歐洲對外殖民的焦點，全部集中在英法兩國的互相鬥爭上，兩國不相上下。第二次百年戰爭並不是像第一次百年戰爭一樣是一場單一的戰爭，而是由多個歐洲戰爭集合而成的統稱，其中英國刻意奉行“只要是法國的敵人就是英國的盟友”這一政策，不斷刻意阻撓法國，導致這些零碎的反法戰爭加總起來的時間長達一百年。路易十四時期的法蘭西王國憑借其歐洲第一的陸軍與海軍，成為17世紀下半葉的歐洲霸主。英國與其他歐洲國家為了圍堵法國，組成奧格斯堡同盟對抗法國，雙方大致保持均勢。18世紀，英國與其盟國又與法國爆發多場戰爭，於1760年七年战争结束后从法国夺取整个加拿大和印度的殖民地，這标志着在英国取代法國成為世界第一強國，在海權上已經成为无可争议的海洋霸主。不過隨後法國於美國獨立戰爭中提供大量軍火給獨立份子，並在美軍戰況不利時親自加入戰局，使英國失去其最重要的殖民地。
19世紀是英國的世紀，真正意義上的大英帝國完成，整個時代被稱為“英國的時代”，並且由英國開始改變整個人類生活模式的“工業革命”。19世紀初期，拿破崙戰爭席捲歐洲，西班牙的殖民地趁著拿破崙入侵西班牙而獨立，間接導致英國的殖民地面在“面積上”終於成為世界第一。1815年，在聯合歐洲諸國击败法兰西第一帝国后，英國成為無可置疑地世界第一強國。同樣也是19世紀初期，英國累積的所有生產智慧開花結果，爆發了工業革命，對英國的霸權如虎添翼。原本只能藉著與法國敵對干涉歐洲事務的英國，現在可以利用其獨有的工業產品掌控歐洲的經濟命脈。由於這一系列原因，英國便成為了主導地球發展的“世界帝國”，此時的英國屬於歐洲五大列強（英·法·俄·奧·普）之首，這五國及其後繼國操縱国际事务达百年之久。而英國自己則從針對法國轉為“大陸均勢”，採取對各國和緩自主的策略來處理關係，使得19世紀的真正發生的衝突並不多，这段零星衝突、不發生大戰的和平时期被称为“不列颠治世”，又因為年值維多利亞女王統治英國的時代，所以又稱“维多利亚时代”。1877年，維多利亞女王继承了最後一個印度帝國——莫臥兒王朝的皇位，順利登基成「印度女皇」（英語：Empress of India），亦成為英國歷史上首個擁有“皇帝頭銜”的君主，也讓英國在名號上真正成為“帝國級”的國家。由于帝國的領土、屬土遍及包括南極洲在内的七大洲、五大洋，有「英國的太陽永遠不會落下」的說法，所以被形容为繼西班牙帝國之後的第2個「日不落帝國」，而且其名號以及歷史意義都比第一代更加長遠。
20世紀，大英帝國的全球領導地位下滑，而海軍和殖民方面則依然保持世界第一梯隊的優勢。德意志帝国在統一後超越法國成為世界第一陸軍，而德意志帝國和美國所開啟的第二次工業革命又衝擊了原本英國在科技領域的最高地位，導致英國國力有所下降。雖然在軍力和科技上顯示出落後的跡象；但是在殖民地領域英國和她的老對手法國仍然非常強大，兩國則擴張的比以往更加迅速，英法依然佔有世界第一和第二大的殖民地面積，法國在失去所有殖民地以及對德國的戰敗後，反而加速了其在海上的擴張，奮起直追英國。其中德意志帝國對英國最為挑釁，德國不但在經濟上反超英國，其海軍和殖民地也想徹底擊敗英國，英國不得不和法國、俄羅斯合作，列強兩極分化最終釀成第一次世界大戰。一戰勝利後，英國根據凡尔赛条约托管了大部分德國的殖民地，造成了英國殖民地達到有史以來的最多，當時英國的國土覆蓋地球上25%的土地和20%的人口，成為“世界历史上面积最大、跨度最廣的国家”。1929年，大萧条的影响，英国政府最终于1931年宣布放弃对加拿大、澳大利亚、纽芬兰、爱尔兰、新西兰和南非六个白人自治领在政治上的直接控制，自此“英联邦体系”开始逐步取代“大英帝国体系”。加上英國對執民地採取民主議會制度和精英教育的方式，導致印度、非洲等殖民地民智漸開，接受了先進思想的各個殖民地開始反思英國的統治，並且謀求完全的獨立。随着英國本土的民主發達，英國本土也開始放寬海外的殖民地（包含自治領也是）的限制，包括允許當地人使用自己人的議會選舉、擔任政軍要職。白人的自治領大多能夠進一步自給自足，但是在拉美、非洲和亞洲的帝國殖民地卻只能停留在原材料供應者的水準之上，所以這些國家即使脫離英國獨立，其經濟發展需要藉著英聯邦架構接受先進國家的幫助。
第二次世界大戰结束之後，英國自身開始解放殖民地、幫助殖民地民主化。随着英國國力日衰以及全球掀起去殖民化浪潮，大英帝国自1947年印度独立后逐渐瓦解，英国君主也在1948年6月放弃“皇帝”或“女皇”級別的头衔，英國降級成王國級。发生在英國前殖民地——埃及的1956年的苏伊士运河危机则标志着美国正式取代大英帝国成为新的世界霸主，因為英國非但無法對埃及進行有效的干涉，甚至還需要外國援助，此事件讓昔日大英帝國的權威名譽掃地。英國遂改變方式，對舊殖民地不再武力鎮壓、外交威脅，而是較溫和地放棄殖民地，並倚靠英联邦維繫各新國家。

## 起源（1497年—1583年)
当英格兰和苏格兰是独立的王国时就奠定了大英帝国的基础。1496年，英格兰国王亨利七世继西班牙和葡萄牙在海外探险成功后，委托约翰·卡博特率领探险队，发现一条经北大西洋通往亚洲的航线。卡博特于1497年航行，即克里斯托弗·哥伦布第一次航行五年后，并在纽芬兰海岸登陆。他认为已经到达亚洲，并没有试图建立殖民地。次年，卡博特率领另一次航行前往美洲，但他再也没有返航。
直到16世纪最后几十年，英国女王伊丽莎白一世统治时期才进一步尝试在美洲建立殖民地。与此同时，1533年的限制上诉法案宣布“that this realm of England is an Empire”。宗教改革使得英格兰和天主教的西班牙成为死敌。 1562年，伊丽莎白一世鼓励私掠船约翰·霍金斯和弗朗西斯·德雷克在西非海岸对西班牙和葡萄牙船只进行劫掠袭击，目的是建立大西洋奴隶贸易。这一努力遭到了拒绝，随着英西战争的加剧，伊丽莎白一世批准了对美洲西班牙港口的进一步私掠袭击，以及大西洋装载来自新大陆财宝的返回船只。同时，有影响力的作家，如理查德·哈克卢特和約翰·迪伊开始推动英格兰建立自己的帝国。此时，西班牙已成为美洲的主要势力，正在探索太平洋，葡萄牙已在非洲、巴西和中国沿海建立了贸易站和堡垒，法国开始在圣劳伦斯河区域定居，即后来的新法蘭西。
尽管英格兰在建立海外殖民地方面要落后于葡萄牙、西班牙和法国，于16世纪在爱尔兰建立了第一个海外殖民地，与来自英格兰的新教徒一起定居，借鉴了1169年諾曼征服愛爾蘭的先例。

## 海外殖民初期（1583年—1707年）
英國人的海上探險以及在不列顛島以及歐洲大陸以外地區的移民或殖民，其根源可追溯到1485至1509年在位的亨利七世所採取的積極的海洋政策。在理查三世所建立起来的羊毛貿易的基礎上，亨利七世創建近代英國海洋商貿體系，並發展英国的造船工業與導航技術。這套體系也為日後的貿易機構的建立創造條件，而像馬薩諸塞灣公司和英國東印度公司之類的貿易企業為大英帝國海外的擴張做出重要的貢獻。亨利七世也下令在樸茨茅斯建造英國的第一個乾船塢，加强建設當時還規模很小的英國皇家海軍。1587年沃尔特·雷利爵士在羅阿諾克岛（今北卡罗来纳州境内）宣布維珍尼亞為英格蘭殖民地。但這塊殖民地十分短命，由於食物缺乏、惡劣的天氣、海難以及當地原住民的反抗，英格蘭很快就不得不放棄這片殖民地。

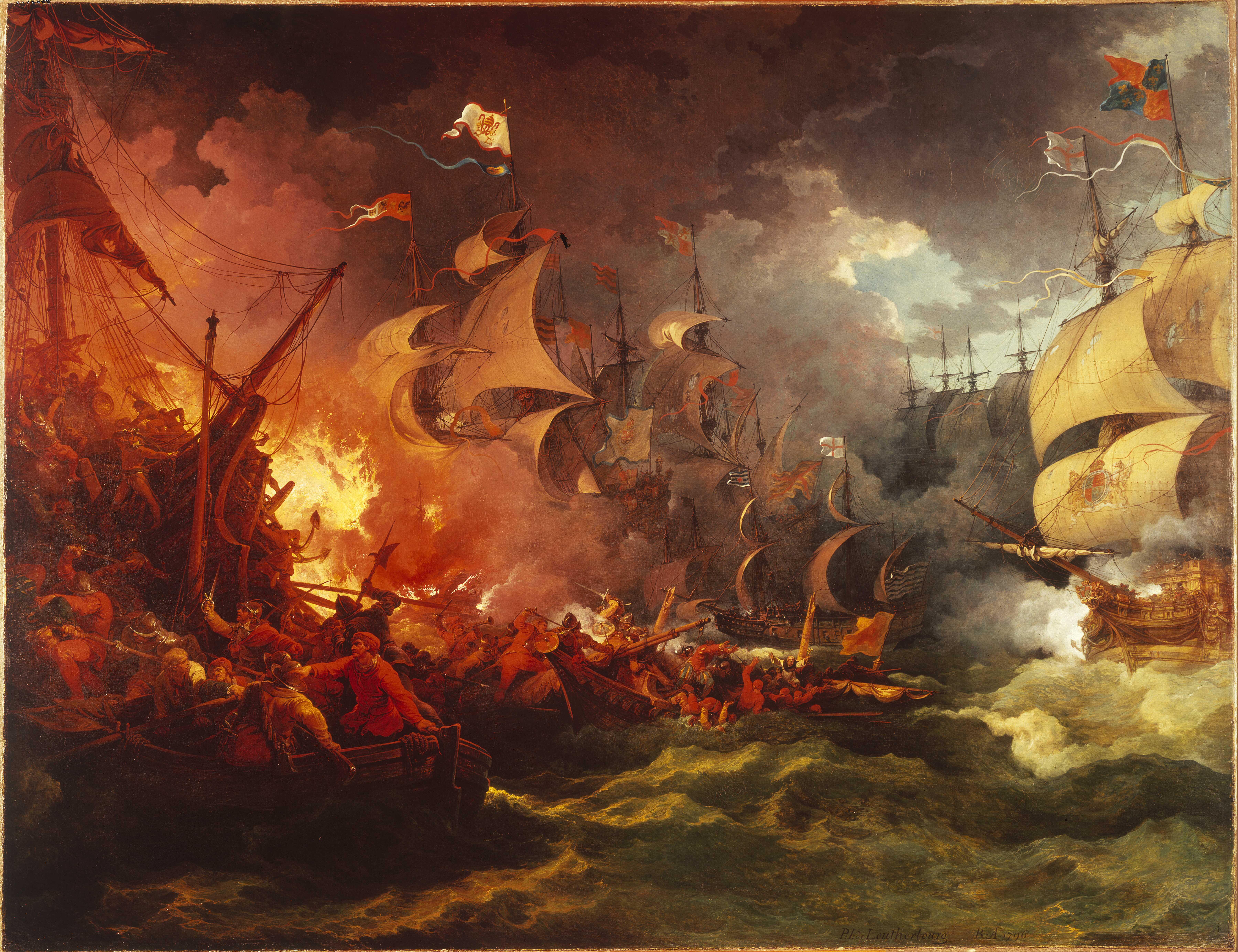
「對決西班牙無敵艦隊之役」, 1796年由魯斯伯格（Philippe-Jacques de Lzazaioutherbourg）繪製

### 斯圖亞特王朝
1588年，正值都鐸王朝的伊丽莎白一世期間對西班牙無敵艦隊的戰爭大獲全勝，正式確立英格蘭王國作為新興海上強權的地位，雖然之後1590年代幾次與西班牙戰事的失敗暫時挫敗英格蘭野心勃勃的海外殖民計劃。1604年斯圖亞特王朝的詹姆士一世终於與西班牙簽訂《倫敦條約》，正式結束兩国的敵對狀態；1607年英格蘭在維吉尼亞的詹姆斯鎮建立第一塊永久的海外殖民地。在之後的三個世紀中英格蘭不斷地在海外擴張勢力範圍並鞏固國内的政治發展。1707年英格蘭與蘇格蘭的議會在倫敦合併，組成大不列顛議會。

### 对美洲的殖民
大英帝国的雛形成于17世纪中期，此時英格蘭已经在美洲建立多片殖民地，這些殖民地包括今後的美利堅合眾國的十三州、加拿大大西洋省份和太平洋省份以及加勒比海上的一些小島嶼，例如牙買加、巴巴多斯及巴哈馬等。
盛产甘蔗的加勒比地區高度依賴奴隸的工作，它是英格蘭早期最重要、最有利可圖的殖民地。美洲大陸南部的殖民地則為英格蘭提供烟草、棉花和大米，北部則出產毛皮；它們從經濟角度上講没有像加勒比岛屿一样对英格兰有益，但是大片的可耕种土地吸引众多英格兰移民者。
英格兰的美洲帝国正通过战争与殖民逐步扩大，例如通过英荷战争的胜利英格兰获得新阿姆斯特丹（即今天的纽约）。不断发展的美洲殖民地不断向西探索，寻求更多的可耕种土地。

### 非洲和奴隶贸易
1660年，皇家非洲公司成立，从查理二世国王那里获得了向英国加勒比殖民地供应奴隶的贸易垄断权。从一开始，奴隶制就是在西印度群岛建立殖民帝国的基础。在1807年废除奴隶贸易之前，跨越大西洋的奴隶有三分之一由英国运送，达到350万人。为了促进这种贸易，英国在西非海岸建立了堡垒，如詹姆斯岛、阿克拉和邦斯岛。在英属加勒比地区，非洲裔人口的占比从1650年的25%上升到1780年的80%左右，在同一时期，十三殖民地的比例从10%上升到40%（大多数在南部殖民地）。对奴隶贩子来说，这种贸易利润丰厚，并成为布里斯托尔、格拉斯哥和利物浦等英国西部城市的主要经济支柱，这些城市构成了与非洲和美洲三角贸易的第三角。对于被运输的奴隶来说，奴隶船恶劣和不卫生的条件以及糟糕的饮食使得运输过程的平均死亡率达到七分之一。

## 第一英帝国（1707年—1783年）
18世纪初，新统一的大不列顛王國崛起成为世界上殖民大国中的一員，開始挑戰法國的歐洲霸主之位。英國、神圣罗马帝国、荷兰及葡萄牙對抗法國的西班牙王位繼承戰爭持續至1714年，以烏得勒支和約结束。法國王子费利佩五世成為西班牙國王，但放棄法國王位繼承權，而西班牙喪失那不勒斯等歐陸領土。英国领土扩大：从法国获得了纽芬兰和阿卡迪亚，从西班牙获得了直布罗陀和梅诺卡。直布罗陀成为一个重要的海军基地，使英国得以控制地中海的大西洋出入口。西班牙将利润丰厚的阿西恩托协约（在西属美洲出售非洲奴隶的许可）割让给英国。随着1739年詹金斯的耳朵戰爭的爆发，西班牙私掠船袭击了三角贸易航线的英国商船。1746年，西班牙和英国开始和谈，西班牙国王同意停止对英国航运的一切攻击。然而，在马德里公约中，英国失去了在南美洲和中美洲的奴隶贸易权。
在東印度群島，英国和荷兰商人继续在香料和纺织品方面展开竞争。随着纺织品成为更大的贸易，到1720年，就销售额而言，英国公司已经超过了荷兰。18世纪中叶，印度次大陆爆发了几次军事冲突，英國東印度公司和法国公司与当地统治者一起努力填补莫卧儿帝国衰落留下的真空。在1757年普拉西战役，英国打败了孟加拉的纳瓦布及其法国盟友，使英国东印度公司控制了孟加拉，成为印度的主要军事和政治力量。法国仅能控制其飞地，但军事限制和支持英国附庸国的义务，终结了法国控制印度的希望。随后几十年，英国东印度公司逐渐扩大了其控制下的领土规模，要么直接统治，要么通过地方统治者军队的武力统治，其中绝大多数由印度士兵组成，由英国军官领导。七年战争中英国击溃法国，取代法國成為世界第一強國，并在1760年占领新法蘭西的全部地区，使得英国获得北美更大地区的控制权。
1763年巴黎条约的签署对大英帝国的未来产生了重要影响。在北美，随着英国确认对鲁珀特地的所有权和新法蘭西割让给英国（英国控制大量法语人口）、路易斯安那给予西班牙，法国实际上已经不再是殖民大国了。西班牙将佛罗里达割让给英国。随着英国在印度对法国的胜利，七年战争使英国成为世界上最强大的海上势力。

### 失去十三殖民地
原本的英国殖民体系在18世纪開始變化。在辉格党人长期控制国内政治权力的时期（1714年至1762年），帝国对英国而言变得不那么重要，直到一连串试图扭转这种对殖民地忽视的措施（主要包括从殖民地征收更多的税收）引发美国独立战争（1775年至1783年），使得英国丧失其人口最多的殖民地英屬北美十三州。
这段时期有时候被称为“第一英帝国”，即17至18世纪英国在美洲的扩张。18世纪开始英国在亚洲和非洲的扩张则被称为“第二英帝国”。英国对美国控制权的丧失表明，对殖民地的政治统治并不一定对英国的经济获利有举足轻重的影响：英国在放弃对美洲殖民地的防务与行政管理之后，很快恢复对美国贸易的支配作用。
當時英國使用的是重商主义，是经济学的一種理论，指的是国与国之间对财富的争夺，它是英国第一次海外殖民扩张的特色。但是在“第二英帝国”时期，重商主义很快就让位于亚当·斯密等人的自由放任的经济自由主义。

## 第二英帝国的崛起（1783年—1815年）
英国从北美殖民地独立这一事件中学到的经验是，即使是在不拥有殖民统治权的情况下贸易依然能够带来经济繁荣。这就是为什么在1840至1850年代英国愿意授予像诸如英屬加拿大和澳大利亞等白人殖民地自治领地位的原因，因为这些国家的白人们被视为是居住在殖民地的“祖国”人民而已。而愛爾蘭则有着完全不同的命运，它于1801年被并入全称为“大不列颠及爱尔兰联合王国”的英国。
旧有的殖民与奴隶制度的终结是与自由贸易一同实施的，自由贸易原则在1840年左右达到登峰造极的地步，其标志是英国撤销《穀物法》和《航海条例》。自由贸易完全地开放英国市场，也促使其他国家在19世纪中叶开放他们的市场。
一些人会认为，自由贸易的兴起仅反应英国的经济地位，而与任何的哲学观点无关。确实，英国对迫使他国执行某一政策一直比对自己施行同样政策更为热衷。虽然英国丧失13个美洲殖民地，1815年欧洲大陆上拿破仑的最终战败确立英国的世界霸权地位。在工业革命使英国成为无可争辩的经济强权之时，皇家海军则主宰着海洋。始终与欧洲大陆事务保持距离的英国也得以施行旨在扩大其经济和政治影响力的扩张计划，这种海外扩张即通过自由贸易和战略优势建立一个“非正式帝国”。例如中国和波斯（今伊朗）正是被包括在「非正式帝国」中，在英国的武力威胁下，这些国家的政府被迫开放市场，并不得不无条件给予英国特权。帝国与「非正式帝国」的扩张为英国获取来自世界各地的原料提供便利，并以此制造更多商品运至世界各地。
从1815年的维也纳会议到1870年的普法战争，英国是全球唯一的工业化强权，是全球30%工业产品的生产地（1870年）。作为“世界工厂”的英国能够如此有效、大量地生产工业品，以至其在国内生产的产品在运输到外国后其价格依然比外国当地所生产的产品更具竞争力。只要其海外市场的政局稳定，即使没有实施正式的殖民统治，英国依然能够从自由贸易中获益。

### 太平洋探索
1783年北美十三殖民地丧失后，英国政府被迫寻找替代地点，于是转向澳大利亚。早在1606年，荷兰人就发现了澳大利亚的海岸，但并没有试图殖民它。1770年，詹姆斯·库克在一次科学航行中绘制了东海岸的地图，声称这块大陆是英国的领土，并将其命名为新南威尔士。1778年，航行中库克的植物学家约瑟夫·班克斯向政府提交了关于植物学湾适合流放刑犯的证明，1787年，第一批囚犯起航，于1788年抵达。这次不同的是，声明了澳大利亚的主权，澳大利亚原住民被认为过于不文明，不需要签订条约，殖民化带来了疾病和暴力，再加上故意剥夺土地和文化，对这些人来说是毁灭性的。1840年，英国继续将囚犯运往新南威尔士，1853年运往塔斯马尼亚，1868年运往西澳大利亚。澳大利亚殖民地成为有利可图的羊毛和黄金出口国，主要由于维多利亚州的淘金热，使得其首都墨尔本一度成为世界上最富有的城市。
随着澳大利亚（1788年成为英国殖民地，最早是英国犯人的流放地）和新西兰（1840年成为英国殖民地）成为英国移民们的另一目的地，澳大利亚和新西兰的原住民人口因战争与疾病使人口在一个多世纪的时间内锐减60%至70%。这些殖民地之后都实现自治，并是羊毛和黄金的出口地。

### 對法戰爭
英國與拿破仑一世統治的法國爆發戰爭，这场斗争与以往的战争不同，代表了两国之间意识形态的较量。危及的不仅是英国在世界上的地位，拿破仑还威胁要入侵英国本土，就像他的军队已经占领了其他许多欧洲国家一样。因此，英国投入大量资本和资源以取得拿破仑战争的胜利。1805年皇家海军在特拉法加海戰对法国和西班牙舰队取得决定性胜利。海外殖民地遭到攻击和占领，包括1810年被拿破仑吞并的荷兰殖民地。1815年，法国最终被欧洲联军打败。英国再次成为和平条约的受益者：法国割让了爱奥尼亚群岛、马耳他（分别于1797年和1798年占领）、毛里求斯、圣卢西亚、塞舌尔和多巴哥。西班牙割让特立尼达。荷兰割让了圭亚那和开普敦殖民地。英国将瓜德罗普岛、马提尼克岛、法属圭亚那和雷乌尼岛归还法国，爪哇和苏里南归还荷兰，同时控制了锡兰（1795-1815）和黑尔戈兰。

### 废除奴隶制
随着工业革命的到来，奴隶生产的商品对英国经济的重要性逐渐降低，此外还有镇压奴隶叛乱的成本。在英国废奴运动的支持下，议会于1807年通过的《奴隶贸易法案》，废除了奴隶贸易。1808年，塞拉利昂殖民地被指定为官方解放奴隶的殖民地。1832年的议会改革使西印度委员会的影响力下降。于1834年8月1日通过的《廢奴法案》废除了大英帝国的奴隶制，最终使帝国与联合王国法律保持一致（东印度公司和锡兰除外，至1844年结束奴隶制）。根据该法案，奴隶在经过四到六年的“学徒期”后获得完全解放。经过废奴主义者的进一步反对，学徒期于1838年被废除，英国政府补偿奴隶主。

## 帝国世纪（1815年—1914年）

### 自由贸易的终结
作为第一个工业化的国家，英国曾经能够将整个世界作为其原材料的来源国和工业品的出口市场。但是随着其他国家的工业化，在19世纪这种情况开始逐渐改变，越来越多国家寻求保护其原材料的供应和出口市场。到1870年代，英国的工业产品面临来自其他国家的强有力竞争。
普法战争后，德意志帝国成立并取代法国成为欧陆第一强国。工业化在德国和美国迅速进行，使它们迅速赶超英国和法国这两个強大的歐洲西方国家。比如，到1870年德国的纺织和金属工业在组织结构和技术效率上已经超越英国，并且在德国国内市场上已经击败英国同类产品。到19世纪末，德国甚至开始成为当时的世界工厂生产这些产品。
虽然无形出口品（如银行服务、保险和船运）让英国不至于出现贸易逆差，其贸易额占世界总贸易额的比例从1880年的四分之一下降到1913年的六分之一。英国不仅只在工业化国家市场的竞争中落败，其产品在欠发达国家的市场上也没有占优势。英国甚至正在丧失它曾经所拥有的，对印度、中国、拉丁美洲（即中南美洲）和非洲內陸跟海岸等地区贸易上的主导地位。
英国的商业困境因1873至1896年的经济萧条而雪上加霜。因商业衰退所导致的通货紧缩更进一步给各国政府增加压力，迫使它们鼓励扶植国内工业，从而最终导致欧洲强权逐渐抛弃自由贸易的原则（德国于1879年、法国于1881年先后放弃自由贸易、英國也在這段時間放棄自由貿易、美國早在1860年代也就是南北戰爭時期就放棄自由貿易）。
这么一来的结果是国内和出口市场的双重萎缩。欧洲和之后北美洲的加拿大跟美国的政府与企业领袖们因此开始将海外的殖民地作为他们新的市场：这些海外殖民地将成为宗主国的出口市场，而他们则被安置在贸易壁垒的保护之下，使得其他国家商品无从与宗主国产品竞争。同时它们还依然是廉价的原材料供应地。英国虽然直到1932年以前都秉持自由贸易原则，却一边和其它工业化国家争夺海外殖民地，以防原本在其势力范围的地区落入他国之手。之后英国依旧对来自其殖民地和自治领的商品实行贸易优惠制度，至英国于1973年加入欧共体后方才停止这些对外贸易优惠政策，转而对原殖民地商品实行贸易壁垒。

### 英国与新帝国主义

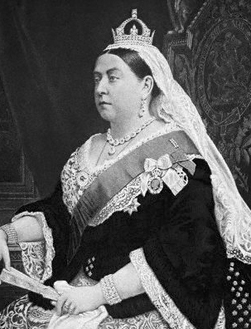
维多利亚时代晚期及後來的愛德華時代的大英帝国正处于鼎盛，但其影响力实际上已经开始走下坡。英國小說家狄更斯的作品大致反映這個年代的黑暗面

1870年代到1914年一战爆发这段时期内，欧洲殖民扩张的政策与意识形态被称作“新帝国主义”。这段时期内最明显的趋势就是各欧洲强权“为帝国而帝国”，在海外竞相争夺并巩固其殖民地。
在这一时期，欧洲强权在海外的殖民地总面积达到2300万平方公里。非洲直到1880年代还很少有欧洲人踏足，但在这一时期内非洲成为帝国主义者们主要的目标。但是扩张在其他地区也十分频繁，特别是在东南亚和东亚沿海地区：在这些地区美国和日本也加入到争夺殖民地的行列之中。
1875年被认为是英国进入新帝国主义时代的分水岭，这一年本傑明·迪斯累利领导的英国政府从负债累累的埃及统治者伊斯梅爾帕夏手中买入苏伊士运河的股份。英国从此巩固这条对英国和印度贸易有着举足轻重影响的运河的控制权。1882年，英法两国对埃及领土的争夺最终以英国人的胜利告终。
对俄罗斯帝国1828年起逐渐向南扩张以至威胁英国在印度殖民统治的担心也影响了英国的政策：1878年英国控制塞浦路斯，将其作为保护奥斯曼帝国的据点；在此之前英国还参与1854年至1856年的克里米亚战争，并入侵阿富汗。所有这一切举动都是为了阻止俄国进一步向南扩张。英国发动三场阿富汗战争，1842年的第一次英阿战争是维多利亚时期英国所遭受的最惨痛的军事失败，整个英国军队被由俄国所支持的阿富汗普什图族人击溃。1880年第二次英阿战争，英军在坎大哈被击溃、在喀布尔被包围，最后撤退到印度。1919年第三次英阿战争引起阿富汗部族的起义。
与此同时，在英国的许多有影响力的政治家和商人都将正式的帝国视为极其重要，特别是对在世界市场上份额正在下降的英国商品而言。1890年代英国全心全意地采取新的政策，很快成为热带非洲殖民地的重要抢夺者。
在1899-1902年发生的南非战争是英国新帝国主义时期的典型例子，虽然英军很快占领德兰士瓦，但为了镇压布尔人的抵抗，40万名帝国士兵被卷入战争，同时耗费2.5亿英镑。国内舆论开始倾向于怀疑海外扩张的必要性，从此英国开始战略收缩。有人认为政府受到以塞西尔·罗兹为首的在德兰士瓦有黄金矿产的大矿主的影响，所以才会进行这一场战争。这也为之后盛行的「帝国主义」就是「资本主义」的观点提供证明。
英国采取新帝国主义政策的诱因可能是为了为英国产品和投资寻求更大的海外市场，或者也可以被看作是一种战略性的先发制人举措，为的是防止现有的贸易通道被别的强权破坏，或防止别国在日趋封闭的国际贸易形势发展下获取更多的出口市场。无论如何，一切都是为了在其他列强兴起的国际环境下保持自己的霸权地位。1900年初約瑟夫·張伯倫试图对英国的贸易壁垒法案进行修改却遭到很大的反对并最终被迫放弃，显示即使在英国的利益受到损害的情况下，英国人还是多么地支持自由贸易的原则。也有些历史学家认为，英国采取新帝国主义政策其实是其影响力下降的表现，而非其影响力上升的结果。
在印度的殖民主义的演变过程足以警示我们，不应将新帝国主义时代之前西方资本主义强权间经济上的竞争视为英国加强殖民地管制的唯一原因。印度正式成为英国的组成部分是在1858年，目的是巩固英国对印度的统治，也是对1857年印度起义的直接反应，而起义的缘由之一也是印度国内的传统势力反对英国在印度次大陆的许多现代政策所导致。

### 与俄罗斯的较量
19世纪，英国和俄罗斯帝国竞相填补衰落的奥斯曼帝国、卡扎尔王朝和清朝留下的权力真空，这种在中亚的竞争被称为“大博弈”。就英国而言，俄罗斯击败波斯和土耳其表明了其帝国的野心和能力，并在英国引发了对其陆路入侵印度的担忧。1839年，英国通过入侵阿富汗来先发制人，但第一次英阿战争对英国来说是一场灾难。1853年俄罗斯入侵土耳其巴尔干半岛时，由于担心俄罗斯在地中海和中东占据主导地位，英国和法国入侵克里米亚半岛以摧毁俄罗斯的海军势力。随后的克里米亚战争涉及现代战争的新技术，是不列颠治世期间英国与另一个帝国的唯一一场全球战争，对俄罗斯来说是一场惨败。又经过一段时间，下一场争端似乎又要开始，但两国于1878年就各自在该地区的势力范围达成了协议，并于1907年签署了《英俄协约》。日俄战争期间，日本在亚瑟港战役中摧毁了俄罗斯海军，这限制了俄罗斯对英国的威胁。

### 在亚洲的扩张

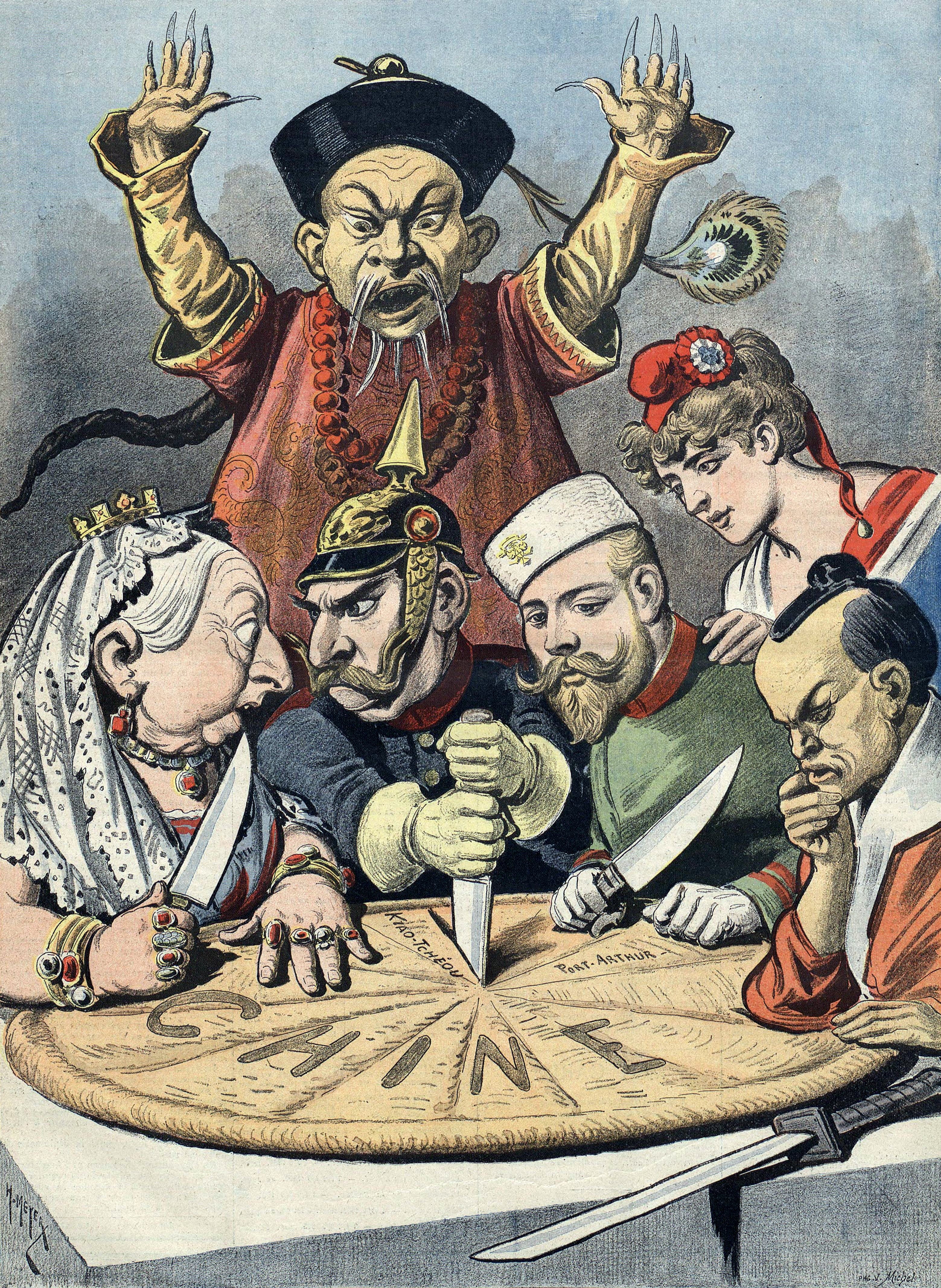
寓意晚清面临列强瓜分的漫画。后排人物是象征清朝政府的清朝官员，无力阻止身居前排的列强对于中国这块大饼的瓜分。前排左一是英国维多利亚女王，左二是德意志皇帝威廉二世，居中者是俄罗斯皇帝尼古拉二世，右二是法兰西共和国象征玛丽安娜，右一是象征日本的日本武士

1757年普拉西战役的胜利让不列颠东印度公司获得印度孟加拉邦的统治权，虽然1770年因对该邦过度征税而恶化的饥荒引起英国国内的争议。19世纪中期，不列颠东印度公司已经几乎控制印度全境。1857年印度起义之后该公司管辖的领土被移交给英国政府直接管理。维多利亚女王于1876年获得印度女头衔，成为唯一真正享有女皇帝头衔的英国女性君主。
锡兰（今斯里兰卡）、缅甸和马来亚也被纳入英国在亚洲的势力范围。1841年第一次鸦片战争後，大清帝国向英国割讓香港島的主權，英屬香港自此建立。
英国对中国的兴趣源自18世纪末，当时英国成为中国茶叶的进口国。茶叶进口导致英国方面巨大的贸易逆差，因此英国希望通过从印度向中国出口鸦片来平衡开支。由此引起的第一次鸦片战争以英国的胜利告终。之后的第二次鸦片战争中英国与法国联手再度胜利。
鸦片战争之后，英国与中国保持一种复杂的关系。虽然英国获得香港但是英中贸易主要还是通过几个开放的中国港口进行。中國人口多，領土也不小，因此英国希望看到的是一个独立的中国，因为中国的崩溃意味着其他西方强权就可能与英国一起瓜分贸易利益，而使得英国所拥有的地位受到挑战，所以英国并不希望中国崩溃。

### 对非洲的扩张

1913年欧洲殖民列强在非洲大陆的控制范围
比利时
英国
法国
德国
意大利
葡萄牙
西班牙
独立（利比里亚和埃塞俄比亚）

1875年欧洲国家在非洲两块最主要的殖民地只有阿尔及利亚和开普殖民地；但到了1914年除了埃塞俄比亚和利比里亚外其他所有的非洲国家都成为欧洲国家的殖民地。从原先只在经济控制殖民地的“非正式帝国”转变到直接管制。
当法国、比利时和葡萄牙在刚果河下游地区进行殖民活动时，他们其实已经威胁到英国向热带非洲的深入。1884至1885年的柏林會議就曾试图调解强权之间的矛盾，该会议提出以“实际占领”为确定各国殖民地归属的评判标准，而该标准的采纳意味着欧洲国家更加袭击当地的部落和人民以获得更大面积的“实际占领”地。
英国1882年对埃及的军事占领（最直接的起因是为了保护苏伊士运河）同时也起到确立英国对尼罗河地区的控制。这又进一步导致1896至1898年英国对苏丹的征服，以及1898年9月涉及英法两国的法绍达事件。
1899年英国全面占领南非，这项军事行动最早始于1795年对开普的并吞。在侵犯原本是南非荷兰人所统治的金矿产区德兰士瓦以及邻近的奥兰治自由邦后，负责南非事务的不列颠南非公司进一步向北深入，并以开普富商赛西尔·罗得斯爵士的名字将其所占领的地区称作罗德西亚（Rhodesia）。
英国在南非和东非的胜利促使罗得斯爵士和英国驻南非大使阿尔弗雷德·米尔纳提出在非洲建立一个“从开普到开罗”的英国殖民帝国。他们希望通过建造连接苏伊士运河和南非矿区的铁路来实现。但是由于德国对坦噶尼喀的殖民将英国在非洲的殖民地切成两半，因此在第一次世界大战结束之前非洲殖民地之间只有电报线路畅通，而铁路则无法建造。
虽然是自由贸易最积极的鼓吹者，英国人在1914年不仅成为最大的海外帝国，更是掠夺非洲的最大受益人。1885年至1914年之间英国将大约30%的非洲人口置于其统治之下，而同一时期法国只统治15%的非洲人、德国9%、比利时7%以及意大利1%。英国的尼日利亚一个殖民地就拥有1500万人，是整个法属西非和所有德国殖民地人口的总和。

### 白人殖民地的自治
随着加拿大（1867年）、澳大利亚（1901年）、新西兰（1907年）、紐芬蘭（1907年）和南非联邦（1910年）相继取得自治领地位，大英帝国已经开始从帝国到英联邦的转变。这些新国家的领袖们与英国政治家们一起出席1887年起定期举行的殖民地会议（1907年后被称作帝国会议）。
自治领之间的外交关系主要由英国的外交部负责，而加拿大虽然在1909年设立外交部，其与帝国内其他国家的关系依然通过帝国派在加拿大的总督、自治领驻伦敦的高级专员（加拿大于1880年首次任命自己的高级专员，澳大利亚则在1910年效仿）和英国在海外的外交使节们维系着。第一次世界大战中英国是代表帝国内所有的自治领政府宣布参战的。
各自治领在外交政策确实上享有很大的自由度，只要其政策不明显违反英国本身的利益：加拿大的自由党政府在1911年与美国签署一项双边自由贸易的互惠协议，最后却因英国的反对而没有获得批准。

这面不列颠帝国的旗帜代表着各自治领日益增长的自治权

国防方面，原本将自治领的防务纳入一个单一的帝国军事框架在1900年以后被证明已经很难维系，因为英国此时开始在欧洲大陆的防务问题上开始承担更大的责任，同时还必须面对德国海军崛起的威胁。1909年大英帝国决定各自治领应拥有其自己的海军，这是对1887年英国承诺澳大利亚以向英国海军输出人力以换取英国在太平洋地区舰队驻扎这一协议的违背。
虽然英国政府允许上述地区自治，但英国政府依旧可以干涉自治领内政，直到1931年西敏法令通过以后，英国政府才无法继续干涉自治领内部事务，但仍具影响力。

## 世界大战（1914年—1945年）

### 一战的影响
第一次世界大战结束之后大英帝国完成最后一次的大规模海外扩张。英国经国际联盟的批准对原本属于奥斯曼帝国的巴勒斯坦和伊拉克进行委任统治，而前德国殖民地坦噶尼喀、喀麥隆部分地區、西南非洲（即今天的纳米比亚）和新几内亚也被划入英帝国的版图（其实西南非洲被归由南非管理，而新几内亚则由澳大利亚统治）。不过一战之后英国在莱因兰和二战之后在西德的占领区就不被认为是帝国的一部分。
虽然英国赢得战争，并从战争中获得新的殖民地，战争的巨大开销使得英国无法继续承担维系一个帝国所需要的庞大财政支出。英国有数百万人死亡，无数资产被毁，其结果是债台高筑、资本市场的混乱以及在海外殖民地英国籍官员人数的缺乏。与此同时，民族主义情绪在新老殖民地都在高涨，而帝国的参战以及非白人士兵在战争中所感受到的强烈的种族歧视都更加助长这种民族主义情绪。
1920年代是自治领发生巨大变革的时代。虽然自治领在一战爆发时还无权选择是否参战，1919年结束一战的《凡尔赛条约》，却是由英国和其自治领分别签署的。1922年自治领不再愿意支持英国对土耳其的军事行动，迫使英国寻求一个和平的妥协方案。

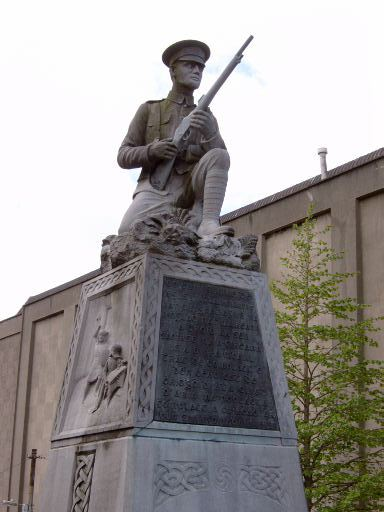
一個位於都柏林的英愛戰爭紀念碑

自治领的完全独立经由1926年的《贝尔福宣言》和1931年的《威斯敏斯特法案》得到最终确立：所有自治领取得与英国的同等地位，英国的立法机构不再有权干涉自治领内部事务，自治领也将享有自主外交政策的自由。1907年在殖民部内设立的一个主管自治领事务的部门也在1925年从殖民部分离出来成立独立的自治领部，并在1930年拥有首位部门大臣。
加拿大在1923年成为第一个独自签署外交条约的自治领，1927年加拿大向美国华盛顿派遣第一位永久性的外交官；1940年澳大利亚也派出首位驻外大使。1947年起，加拿大政府开始签发加拿大护照以取代英国护照成为加拿大人的国际旅行证件，而澳大利亚则在1949年开始签发澳大利亚护照。
爱尔兰自由邦在一场反抗英国统治的血腥战争后于1922年取得自治领地位，摆脱了英国政府的统治；1937年爱尔兰与英国断绝正式的宪法关系，并在1949年正式成为完全独立于英联邦之外的爱尔兰共和国，而英国的正式国名也因此在1927年更改为大不列颠及北爱尔兰联合王国。原本就独立、直到1922年才被英国掌控的埃及也在1936年断绝与英国在宪法上的特殊关系（但埃及在1956年才得以收回苏伊士运河）。在1922年成为英国保护国的伊拉克也在10年之后的1932年完全独立。

### 二戰後帝國衰落
20世纪初，民族主义情绪高涨，加上美苏两国的打压，导致大英帝国体系越来越难以维持。同时，宗主国越来越关心本土和周边国家的事务，特别是在二战以后这种趋势更加明显。英国最终被迫接受这一新的形势，将帝国体制转变为松散的英联邦，而英国也丧失世界霸主的地位。
1939年9月3日英国对纳粹德国的宣战只代表它自己和澳大利亚（当时澳大利亚还未正式接受《威斯敏斯特法案》），而除了爱尔兰（该国在1年前要求英国军队离开其国土，并选择在战争中保持中立）以外其他的自治领则都分别对德宣战。
因大萧条影响，英国经济在1930年代增长迟缓，但其敌对国德国在1933年希特勒上台执政后经济增长迅速。在1940年纳粹德国进攻英国本土时虽然英军奋力抵抗将德军击退，但德国空军之后持续不断的轰炸伦敦等英格兰南部城市和德国海军的U型潜艇在大西洋不断袭击驶向英国的补给船也给英国经济造成不小的打击，也导致英国一直实行食物配给制度至1954年7月，而位于英吉利海峡的皇家属地海峡群岛也在1940年至1945年间被德军占领。到1945年5月德国投降前英国的战争物资基本全部进口自加拿大和美国，造成二战结束后英国经济对美依赖度增加，美国也借此通过施压等手段迫使英镑实行浮动汇率，导致英镑迅速贬值，美元最终取代英镑成为世界通用货币，同时时任美国总统富兰克林·罗斯福利用租借法案迫使英国放弃其持有的美国公司股份以及英国军队位于西半球的军事基地以换取美国的援助，此举导致英国在西半球的军事影响力被美国取代。第二次世界大战造成英国国力衰退，各自治领也因此获得了更多的决策权，1942年澳大利亚总理约翰·柯廷史无前例地下令将驻扎在英属缅甸的澳大利亚士兵调回参加保卫澳大利亚的战斗，同时英国在二战结束后丧失其在中国除香港外的所有租借地以及在中国的特权。
1941年12月珍珠港事件后，日本军队开始进攻并占领英国位于东南亚的殖民地英属马来亚、英属北婆罗洲、英属缅甸以及海峡殖民地。虽然英国在1945年日本投降后重新占领殖民地，但日军击败驻守的英军让当地居民认为英国并非像以往一样不可战胜，造成当地民族主义情绪上升，间接推动以上地区在1950年代相继脱离英国独立。

## 去殖民化进程和衰落（1945年—1997年）
1947年的经济危机迫使克莱门特·艾德礼的工党政府放弃继续维护英国作为世界一流强国，接受美国與苏联的崛起。英国也必须处理与欧洲其他国家的关系，但英国和欧洲大陆之间扭曲的关系至今没有完全解决。
战争结束后澳大利亚和新西兰于1951年加入美国主导的澳新美地区安全条约，使得美国取代英国成为在太平洋地区新的军事主导力量。而英国本身也从1961年起就试图加入欧洲各共同体，并在1973年如愿以偿。由于加入欧共体，英国需要取消与其自治领之间原本存在的特殊经济关系，自治领的产品在进入英国市场时从此不再享受特殊优惠待遇，英国在各自治领的经济影响力被削弱。
在加勒比、非洲、亚洲和太平洋地区，战后的非殖民化运动以前所未有的速度实现，而英国几乎从未试图抵制这股浪潮。
1947年8月15日，印度独立，这是印度国大党长达40年反抗殖民主义斗争的胜利，英国从此失去在海外最重要的殖民地。但是印度的独立是以分割印度和巴基斯坦为代价的，为的是避免穆斯林和印度教徒之间互相的內鬥，但也因此导致印巴关系长期紧张。印度独立后世界范围内掀起去殖民化浪潮，大英帝国开始瓦解。而英国为了让印度留在英联邦，从而让英联邦于1949年发表伦敦宣言以允许新成员国自由选择政体而不必将英国君主视为国家元首，仅需将英国君主视为英联邦元首。印度独立后的1948年6月22日，当时的英国国王乔治六世放弃印度皇帝头衔，自此英国君主失去皇帝（Emperor）或女皇（Empress）的头衔。
1948年缅甸也获得独立，并选择不加入英联邦；之后又有斯里兰卡（1948年）和马来亚（1957年）的独立。1948年英国结束在巴勒斯坦地区的委任统治，以色列建國，此后的几十年间这里一直持续着犹太人和阿拉伯人之间的血腥暴力争端。在地中海地区，说希腊语的塞浦路斯人一直通过游击战的形式希望将塞浦路斯保留在希腊的版图内，與居於島內、佔人口三分之一的土耳其人發生衝突，1960年塞浦路斯还是最终获得独立，但英国在塞浦路斯岛保留两块主权基地。1964年英国位于地中海的殖民地马耳他独立，至此英国在欧洲的殖民地仅剩位于伊比利亚半岛南端的直布罗陀。
1956年的苏伊士运河危机中，英法两国军队联合以色列成功占领苏伊士运河区和西奈半岛，但在美国的经济制裁威胁和蘇聯的核威慑下两国被迫从埃及撤军。苏伊士运河危机直接导致时任英国首相安东尼·艾登辞职，英国势力自此彻底退出苏伊士运河区，其在海外的殖民体系也遭到了毁灭性的打击。该事件代表着美苏两国正式取代英法成为新的世界霸主。
1958年，英国将其在加勒比海地区的殖民地整合成西印度群岛联邦，但由于其内部的政治斗争，导致该联邦在1962年解散。西印度联邦解散后的20年里其组成部分大多脱离英国独立，仅剩小部分岛屿仍然保留英国海外领地的地位。
大英帝国在非洲統治的结束往往过分迅速，以至新独立的国家无法独立面对独立后的挑战：1957年加纳在10年的民族主义运动后终于独立，之后尼日利亚（1960年）、塞拉利昂和坦噶尼喀（1961年）、乌干达（1961年）、肯尼亚和桑给巴尔（1963年）、冈比亚（1965年）、博茨瓦纳和莱索托（1966年）以及斯威士兰（1968年）也相继独立。
1961年，英国在波斯湾的殖民地科威特宣布独立，之后也门、卡塔尔、巴林、阿曼、特鲁西尔酋长国等英国在阿拉伯半岛的殖民地也相继获得独立。
由于英国国力衰退，在1966年联合国区域集团重新划分后由英国主导的英联邦国家组被取消，英国、加拿大、澳大利亚和新西兰四国被划入西欧及其他组，而其余英联邦国家则被划分到相应的地区组，这一象征性举动标志着英国丧失超级大国地位。
英国从南部和东部非洲的撤军对当地的白人居民有着很大影响：肯尼亚独立后发生的茅茅起义表明，白人土地主对权力的占有已经引起非洲土著居民的不满。南非白人政权的存在就显示了当地白人想要压制土著黑人的想法，南非白人政权也因种族隔离政策于1961年南非共和国成立后退出英联邦，这种残酷的种族主义统治手段一直持续到1990年3月21日西南非洲脱离南非独立为纳米比亚以及1991年时任南非总统弗雷德里克·威廉·戴克拉克废除种族隔离政策后才得以终结，而南非共和国直到1994年纳尔逊·曼德拉出任总统后才重返英联邦。
虽然由白人占多数的羅德西亞與尼亞薩蘭聯邦随着1964年马拉维和赞比亚的分别独立已经分裂，南罗得西亚的白人（他们自1923年起就一直是一个自治的殖民地）宣布独立，拒绝接受一个非洲人政府的管辖。在南非白人政府的支持下这个罗得西亚政权一直持续到1979年，直到双方达成协议于1980年成立一个多数共治的津巴布韦共和国，至此英国结束了其在非洲大陆的殖民统治。
英国在二战结束后便开始将其保留的在自治领的权利开始逐步移交自治领，虽然在1931年英国议会通过了威斯敏斯特法案，允许自治领自治，但自治领的案件终审权依旧属于位于伦敦的英国枢密院司法委员会。爱尔兰自由邦在1933年从英国枢密院司法委员会手中收回案件终审权，之后加拿大（1949年）、印度（1950年）、巴基斯坦（1950年）、南非（1950年）、圭亚那（1970年）、莱索托（1970年）、斯里兰卡（1972年）、马来西亚（1985年）、澳大利亚（1986年）、新加坡（1994年）、冈比亚（1998年）、新西兰（2004年）、巴巴多斯（2005年）、圭亚那（2005年）、伯利兹（2010年）和多米尼克（2015年）也陆续收回民事和刑事案件终审权，此外加拿大、澳大利亚和新西兰分别在1982年、1986年和1987年才从英国议会收回修宪权获得完全独立。
阿根廷加尔铁里军政府试图使用军事手段夺取英国控制下的福克兰群岛以转移国内矛盾，最终在1982年引发马岛战争，但最后阿根廷战败，仅在战争期间短暂控制福克兰群岛全境。英国在亚洲的最后一个保护国文莱在1984年脱离英国独立。
而英国最后一块人口超过6百万的殖民地香港，则于1997年7月1日移交至中华人民共和国。部分历史学者和英王查爾斯三世（當時身份為威爾士親王）都曾表示这标志着大英帝国的彻底终结。
2024年10月3日，英国宣布放弃查戈斯群岛的主权，并将群岛移交毛里求斯。此后大英帝国将不再任何时候都有领土位于白昼当中，即不再是真正的日不落帝国。

## 现今世界
大英帝国虽已成为历史，但其对世界的影响至今依然存在，尽管英国几乎所有殖民地都已摆脱英国独立，但绝大多数国家在独立后依旧选择加入英联邦这个以英国为首的组织。而由于大英帝国在世界范围内的扩张，英语直到今天都是国际通用语言。迄今为止英国依旧拥有14块海外领地，且仍有15个独立国家以英国君主作为其国家元首，包括加拿大、澳大利亚和新西兰。而由于英国脱欧造成的影响，苏格兰和北爱尔兰境内独立呼声高涨，而英国第一大城市伦敦的支柱产业金融业也遭到冲击，大批外国企业和资金撤离伦敦并转移至其他欧洲城市如法兰克福、巴黎、都柏林和阿姆斯特丹。而在英联邦内部，由于印度经济的快速增长，使得印度的国内生产总值在2022年超过英国，成为英联邦第一大经济体。

## 疆土

### 1921年最大领土
在1921年，大英帝國達到其领土扩张的顶峰。其版图如下：

#### 非洲
| 地区                    | 情况介绍 |
| ----------------------- | --- |
| 巴苏陀兰（今 賴索托）   | 1868年英国吞并该地区，1871年交由好望角殖民政府管辖，1884年英国恢复对其的直接管辖。1966年独立。 |
| 贝专纳（今 ）           | 1884年英国远征军到达该地，1885年宣布其为英国的保护国，1895年贝专纳部分地区交由好望角殖民政府管辖，其余部分继续直接隶属于英国的管辖之下。1966年独立。 |
| 英属多哥蘭              | 原为德国的殖民地，一战后被分为法属多哥和英属多哥。战后英国对该地区进行委任统治，1919年被并入黄金海岸，加纳独立后成为其领土的一部分。 |
| 英属喀麦隆              | 原为德国殖民地，一战后英国对其部分地区进行委任统治，1961年英属与法属喀麦隆合并并宣布独立。 |
| 冈比亚                  | 自1661年起该国就是英国商人的要塞，1821年被并入塞拉利昂，1888年成为独立的英国殖民地，1894年部分内陆地区也被宣布成为英国的保护国，1965年获得独立。 |
| 英屬黃金海岸（今 ）     | 自1631年起英国商人就开始在此聚居，1821年至1874年是英属塞拉利昂的下设行政区，其中1828年至1843年曾由商人控制。1830年起其领土开始向内陆扩张，1874年英国设立黄金海岸殖民地，1904年其边界最终被确定。1919年将英属多哥并入，1957年独立。 |
| 埃及                    | 1882年埃及被英国占领，1914年至1922年期间是英国的保护国，1922年获得独立，但对英国履行必要的条约义务，英国军队在该国持续驻军直到1954年，1956年苏伊士运河危机后英国势力才彻底退出埃及。 |
| 肯尼亚                  | 1886年英国与德国瓜分东非后获得肯尼亚，1888年将其并入不列颠东非公司管辖，1895年由英国政府取代东非公司直接管理。1920年成立肯尼亚殖民地，1963年获独立。 |
| 毛里求斯                | 1814年英国从法国手中夺得毛里求斯，1968年获独立。 |
| 英屬印度洋領地          | 原為毛里求斯的一部分，1968年毛里求斯独立後仍由英国統治至今。毛里求斯至今仍然聲索該地主權。 |
| 尼日利亚                | 1851年在该国建领事馆，1861年吞并部分地区，1885年成立尼日尔地区保护地，1886年交由皇家尼日尔公司管理，1892年至1898年间英国继续占领尼日利亚的剩余领土，1900年英国政府开始直接对尼日利亚施行统治。1914年南北尼日利亚合并，1919年将英属喀麦隆并入尼日利亚，1960年获独立。 |
| 北羅德西亞（今 尚比亞） | 1891年起划归英属南非公司统治，1924年英国政府开始直接统治该地，1953年北罗得西亚与尼亚萨兰和南罗得西亚成立中非联邦，1964年获独立。 |
| 尼亚萨兰（今 马拉维）   | 1875年起就有传教士在次建立据点，1891年英国在此建立中非保护地，1907年被命名为尼亚萨兰，1953年与南北罗得西亚合并成立中非联邦，1964年获独立。 |
| 塞拉利昂                | 自1787年起塞拉利昂就是英国公司进行黑奴贸易的重要据点，1807年成为英国殖民地，1896年其内陆地区被宣布为英国的保护国，1961年获独立。 |
| 南羅德西亞（今 辛巴威） | 1893年英国从非洲部落手中夺得南罗得西亚，并由英属南非公司管理，1923年成立责任政府，由英国政府管理，1953年至1964年间与北罗得西亚和尼亚萨兰组成中非联邦，1965年该国的白人少数政府自行宣布独立，只获得南非等少数国家承认。1980年白人政权与黑人族群达成共治协议，更名津巴布韦，成为获广泛承认的主权国家。 |
| 英属索马里兰            | 1884年成为亞丁的保护国，1897年划定边界，1905年成为单独的殖民地，1940年至1941年间曾被意大利短暂占领，1960年并入索马里后独立。 |
| 南非联邦（今 南非）     | 1795年和1806年英国从荷兰人手中两次夺得好望角的部分领土，1814年全面吞并好望角，1872年起受英国直接管辖。英国占领这个原属荷兰的殖民地后，众多荷兰裔白人开始向奥兰治自由邦和德兰士瓦移民，但英国在1900年布尔战争后吞并这两个地区。纳塔尔则于1843年被英国吞并并成为其殖民地。1910年由上述殖民地合并组成南非联邦，成为一个自治领。1961年成立南非共和国，并一度退出英联邦，直到1994年廢除種族隔離制度後才重返英联邦。 |
| 西南非洲（今 纳米比亚） | 1878年纳米比亚的鲸湾港被宣布为英国领地，1884年被并入好望角殖民地，1915年英国吞并该港周围的德国殖民地，于1919年成立南非委任统治地。1990年独立。 |
|                         | 1890年英国与德兰士瓦对斯威士兰统治者进行联合保护，1906年英国单独对其保护，1968年独立。 |
| 苏丹                    | 苏丹原是埃及的殖民地，后在1880年代埃及统治被马赫迪推翻；1898年英国以埃及的名义重新占领苏丹，并与埃及共同对苏丹进行统治。1956年苏丹独立。 |
| 坦噶尼喀                | 原为德国在东非的殖民地，1919年英国开始对其进行委任统治，1961年独立，1964年与桑给巴尔组成坦桑尼亚。 |
| 桑给巴尔                | 1841年英国在该岛建立领事馆，1890年宣布其为英国的保护国，1963年独立，次年与坦噶尼喀合并组成坦桑尼亚。 |
| 乌干达                  | 1890年不列颠东非公司与布干达王国签订条约，1894年布干达正式成为英国的保护国，1896年其他几个地区陆续加入保护国，1905年成立乌干达殖民地，1962年独立。 |

#### 美洲与大西洋
| 地区                  | 情况介绍 |
| --------------------- | --- |
| 阿森松岛              | 1815年拿破仑被囚禁于圣赫勒拿岛后，英国为防止法国人控制该岛在此驻军，1922年起由圣赫勒拿岛对其进行行政上的管辖。 |
| 英屬圭亞那 （今 ）    | 英国于1796年和1803年分两次夺得原属于荷兰的三块殖民地：伯比斯、德梅拉拉和埃塞奎博。1831年3块殖民地被合并组成英属圭亚那殖民地，1966年独立。 |
| 英屬洪都拉斯（今 ）   | 1636年起就有英国的洋苏木砍伐者在该国沿岸定居，之后西班牙与英国展开对该地控制权的争夺，直到1786年英国取得完全的控制权。1862年至1884年该地由牙买加管辖，1884年成为单独的殖民地，1981年独立。 |
| 加拿大                | 法属加拿大在1760年被英国占领，1763年成立英属魁北克殖民地，1791年加拿大被分为上下加拿大两个独立的殖民地，之后下加拿大被重新命名为东加拿大，上加拿大被称作西加拿大，东西加拿大又分别是后来魁北克省与安大略省的核心部分，他们与新不伦瑞克和新斯科舍于1867年合并组成加拿大自治领，之后英屬哥倫比亞、爱德华王子岛、西北地区和紐芬蘭岛又陆续加入加拿大自治领。1931年取得自治权，1982年取得修宪权后获得完全独立。 |
| 福克兰群岛            | 1765年英国首次占领福克兰群岛，之后在西班牙的抗议下于1774年撤出，1833年又重新占领，1841年开始进行殖民统治。1982年阿根廷宣布福克兰群岛归其所有引发马岛战争，英国在战争胜利后重新取得该岛的主权。目前，阿根廷与英国仍然对此岛屿的主权存有争议。 |
| 紐芬蘭                | 15世纪后期起英国的船只就在该地区海域捕鱼，1583年汉弗莱·吉尔伯特爵士登陆纽芬兰并宣布其为英国领土，1713年英国政府开始对其进行直接的殖民统治，1855年纽芬兰成立责任政府，但1934年英国又恢复对其殖民统治，1949年加入加拿大自治领。 |
| 安圭拉岛              | 1650年部分圣克里斯托弗移民到此，1663年该岛被宣布为英国领土，1882年至1967年它与圣克里斯托弗由一个联合政府共同管理，1967年退出，1969年英国恢复对该岛的统治。 |
| 安提瓜                | 圣克里斯托弗于1632年对其进行殖民统治，1663年被置于英国的管辖之下，1981年独立为安提瓜和巴布达。 |
| 巴哈马群岛            | 1717年开始被英国统治，1973年独立。 |
| 巴巴多斯              | 1625年起开始有人在该岛上居住，1663年归英国政府统治，1966年独立。 |
| 百慕大群岛            | 1612年一家伦敦公司开始管理百慕大，1684年起由英国政府直接管辖。 |
| 英屬維爾京群島        | 1666年起就有人在此居住，1713年起成为英国殖民地。 |
| 开曼群岛              | 1670年西班牙割让该群岛，行政上一直属牙买加殖民政府管理，直到1959年成为独立的殖民地。 |
| 多米尼克              | 1761年英国从法国手中获得该岛，1778年法国重夺多米尼加，英国则于1783年再度占领；1978年独立。 |
| 格林纳达              | 1762年英国从法国手中获得该岛，1779年法国重夺格林纳达，英国则于1783年再度占领；1974年独立。 |
| 牙买加                | 1655年英国从西班牙手中夺得该岛，1962年独立。 |
| 蒙特塞拉特            | 1632年起岛上开始有人居住，1663年成为英国殖民地，法国曾在1664~1768年和1782~1784年两度统治该岛。 |
| 圣克里斯托弗和尼维斯  | 1623年圣克里斯托弗成为英国在加勒比海地区的第一块殖民地，1663年起由英国政府直接统治，1782至1783年间曾被法国短暂占领。1882年圣克里斯托弗与尼维斯岛组成联合政府，1983年独立，称圣基茨和尼维斯。 |
| 圣卢西亚              | 1778年英国从法国手中夺得该岛，1783年又归还法国，1796年和1803年英国又分别两次重新占领，1814年英国吞并圣卢西亚，1979年独立。 |
| 圣文森特              | 英国于1762年占领该岛，1779年~1783年法国曾占领该岛，1979年圣文森特和格林纳丁斯独立。 |
| 特立尼达岛            | 1797年英国从西班牙手中获得该岛，1888年与多巴哥成立联合政府，1962年特立尼达和多巴哥独立。 |
| 特克斯和凯克斯群岛    | 1678年起有居民居住在此，1766年英国吞并该群岛，之后曾先后由牙买加和巴哈马的殖民政府管辖，1973年成为单独的殖民地。 |
| 圣赫勒拿岛            | 1651年英国吞并该岛，1661年起东印度公司对其进行管理，1834年英国政府开始对其进行直接管辖。 |
| 特里斯坦-达库尼亚群岛 | 为防范1815年被囚禁在圣赫勒拿岛上的拿破仑而由英国皇家海军于1816年占领该岛，1938年起成为隶属于圣赫勒拿岛行政管辖的英国殖民地。 |

#### 南极洲
| 地区                                                       | 情况介绍 |
| ---------------------------------------------------------- | --- |
| 英属南极领地（争议地区，参见阿根廷属南极地区、智利南极省） | 1819年英国对该地区声明主权，英国也因此成为世界上第一个对南极洲领土声明主权的国家。1908年和1917年英国分两次声明南极洲的部分领土主权。1959年《南极条约》制订，规定南纬60°以上的土地不属于任何国家，也禁止在南极洲其他地区拥有领土的国家在此移民或从事其他与科学研究无关的活动，于是英国将其军事存在撤回了南纬60°以北。 |

#### 亚洲
| 地区                                  | 情况介绍 |
| ------------------------------------- | --- |
| 英属亞丁                              | 1839年不列颠东印度公司从阿拉伯人手中夺得该港口，1858年东印度公司将统治权交给英国政府，成为英属印度殖民政府的管辖范围。1936年亚丁与其内陆地区成为一个单独的殖民地亚丁保护地。1963年亚丁加入南阿拉伯联邦，后者于1967年独立为南也门，1990年南北也门统一后亚丁依然是也门的一个港口城市。 |
| 巴林                                  | 1820年，英国政府与巴林埃米尔签署协议，将其变为保护国，1971年巴林宣布独立。 |
| 不丹                                  | 1864年英国通过战争占领不丹的边境地区，1911年不丹与英国签署条约，不丹的外交政策交由英国执行，内部事务则保持自治，对不丹进行间接的殖民统治；1947年印度独立后英国也结束对不丹的控制。 |
| 英属新几内亚（现 ）                   | 1884年英国在此建立保护地，1906年转由澳大利亚管理并更名巴布亚，1949年巴布亚与其余的新几内亚合并并独立为巴布亚新几内亚。 |
| 英属文莱（现 文莱达鲁萨兰国）         | 1888年英国宣布文莱为其保护国，1942年至1945年间曾被日本占领，1984年文莱脱离英国的保护完全独立。 |
| 英属缅甸（现 緬甸 ）                  | 英国经过1824年、1852年和1885年的三次战争后占领缅甸全境，并将其置于印度殖民政府的行政管辖之下，直到1937年。1942年至1945年日本曾占领过缅甸，1948年缅甸独立。 |
| 英属锡兰（今 斯里蘭卡）               | “锡兰”是斯里兰卡的旧称。1796年东印度公司从荷兰手中夺得该岛的沿海地区，1802年交由英国政府管理，1815年英国废黜锡兰的国王，将锡兰全岛置于英国统治之下，1948年锡兰取得独立，1972年更改国名为斯里兰卡。 |
| 英属香港 · （今 香港特別行政區）      | 1842年中英鸦片战争胜利后與大清國簽訂南京條約，英国取得香港岛；1860年英国在英法聯軍之役後與大清簽訂中英北京條約又获得九龙半岛；1898年英国同大清签订展拓香港界址專條，将廣東省新安縣深圳河以南、九龍界限街以北的地方及附近若干島嶼的新界租借，租期99年。1984年英国在中英聯合聲明中同意在新界租期届满后将包括香港岛、九龙半岛与新界地区的整个香港殖民地交还予中国政府，1997年香港回归中國，新成立的香港特别行政区成為中華人民共和國的第一个特别行政区。 |
| 英属印度（今 巴基斯坦、 印度、 地区） | 1609年起东印度公司在印度沿海建立起移民据点，1757年开始向内陆扩张领土，多数印度邦保持内部事务的自治，但是就必须服从东印度公司的绝对权威。1858年英国政府正式接管印度的统治，印度也逐渐成为英国在全球最重要的殖民地之一，被称作“王冠上的明珠”。1876年起英国君主也被授予“印度皇帝”或“印度女皇”的称号。1947年印度分裂为两个国家——印度和巴基斯坦后独立；1972年孟加拉国又从巴基斯坦分裂出来。                                                               |
| 伊拉克                                | 英国在一战期间占领原属土耳其的伊拉克，1920年开始对伊拉克进行国际联盟授权下的委任统治，1922年伊拉克实行自治，1932年独立。1941年至1945年间英国曾重新占领过伊拉克。 |
| 科威特                                | 1899年起科威特埃米尔就与英国签订一系列的保护条约，丧失部分主权。1961年科威特完全独立。 |
| 马来亚联邦（今 马来半岛地区）         | 1874年至1930年间英国与马来亚半岛上的多个苏丹签订一系列的保护条约；1896年部分州组成马来联邦，1942年至1945年间马来亚全境被日本占领，1946年除新加坡外的马来亚组成马来亚联邦，1948年组成马来亚联合邦，包括1896年没有加入马来联邦的州，1956年完全独立。1963年与新加坡（后独立）、北婆羅洲和砂拉越共同组成马来西亚，新加坡1965年退出，宣布独立。 |
| 马尔代夫群岛                          | 1887年被纳为英国的保护国，1965年独立。 |
| 英属巴勒斯坦                          | 1918年一战期间英国占领原属土耳其的巴勒斯坦领土，1920年英国开始对其进行委任统治，1948年英国放弃委任统治，之后发生几十年的犹太人与阿拉伯人的武装冲突。今天巴勒斯坦的大部分领土被以色列占领。 |
| 尼泊尔                                | 1814年英国与尼泊尔王国战争，英军胜利后从1816年起在尼泊尔宫廷派驻特别代表，对尼泊尔进行间接的殖民统治，1947年印度独立后尼泊尔也随即获得独立。 |
| 英屬北婆羅洲（今 马来西亚的州属之一） | 今东马来西亚的沙巴。1881年，文莱苏丹将该地区割让给英国北婆羅洲公司，1906年起英国政府对其进行直接管理，1942年至1945年间曾被日本占领，1963年更名沙巴并加入马来西亚。 |
| 阿曼                                  | 英国自19世纪初开始就控制着阿曼繁荣的贸易，1891年阿曼正式沦为英国的保护国，1971年独立。 |
| 卡塔尔                                | 1916年起英国就与卡塔尔的统治者协定，将卡塔尔置于英国的保护之下，1971年独立。 |
| 英属沙拉越（今 马来西亚的州属之一）   | 1841年汶莱苏丹同意任命一位英国人詹姆斯·布鲁克担任该地区的总督，1861年至1905年间沙拉越的领土不断扩大；1942年至1945年日本曾占领该地区，1946年英国政府正式取代布鲁克家族对沙拉越进行统治，1963年加入马来西亚。 |
| 海峡殖民地                            | 即今天的马六甲、槟城和新加坡。1826年这三个重要的港口城市被联合组成海峡殖民地，由不列颠东印度公司管辖，1858年起由印度政府管理，1867年成为单独的殖民地，交由英国政府直接管理。二战中这三个城市都曾被日本占领。1948年马六甲和槟城加入马来亚，1957年独立。新加坡则单独继续保留在大英帝国的版图内，1959年才允许其自治。1963年新加坡加入马来西亚，1965年退出，宣布独立。                                                                                   |
| 外约旦                                | 今约旦。1918年英国占领曾经是土耳其约旦省中一部分的外约旦，1920年起对其进行委任统治，1921年外约旦与巴勒斯坦分离，1923年英国允许约旦王国成立，但直到1946年才让其完全独立于英国。 |
| 特鲁西尔酋长国（今 阿联酋）           | 1887年起，英国与当地的阿拉伯统治者们签订保护条约，将该地区置于英国的“保护范围”之下。1971年获得独立。 |
| 英租威海卫                            | 今中国山东省威海市。1898年英国向清政府租借该港，1930年归还，刘公岛为大英帝国海军续租十年，至1940年归还。 |

#### 欧洲
| 地区     | 情况介绍 |
| -------- | --- |
| 塞浦路斯 | 塞浦路斯自十五世紀成為奧斯曼土耳其帝國屬地，1878年柏林會議決議將塞浦路斯的管治權交予英國，而主權名義上仍屬奧斯曼帝國。1914年，第一次世界大戰爆發，奧斯曼帝國與英國開戰，英國正式終止塞浦路斯與奧斯曼的從屬關係，至1925年，英國正式宣佈塞浦路斯成為英國殖民地。1960年塞浦路斯脫離英國獨立。英國繼續設軍事基地至今。2004年加入歐盟。 |
| 直布罗陀 | 1704年，西班牙王位繼承戰爭爆發，英軍同年攻佔西班牙南端的直布羅陀，至1713年，列強簽定烏德勒支和約結束戰爭，和約中西班牙將直布羅陀割讓予英國，自此英國佔有直布羅陀至今。而西班牙至今一直要求英国归还直布罗陀。 |
| 马爾他   | 1798年，法國派拿破崙領兵遠征埃及，法軍途經馬爾他，將統治當地兩百多年的聖約翰騎士團趕走，馬耳他一度成為法國領土。1800年，英軍擊潰馬耳他的法軍，佔領馬耳他，馬耳他人也主動要求英國管治。1814年英國正式宣佈馬耳他成為英國殖民地。1964年馬耳他脫離英國獨立。2004年加入歐盟。 |
| 英国     | 大英帝国的主体国家；1535年，英格蘭王國以《聯合法案公章》合併威爾斯公國，而后通过《1707年聯合法案》与蘇格蘭王國以共主联邦的形式合并成為大不列顛王國，最终以《1800年聯合法案》联统愛爾蘭王國成立大不列顛及愛爾蘭聯合王國。1922年，愛爾蘭自由邦脫離聯合王國成为独立自治领，而北爱尔兰则选择留在联合王国（详见词条英爱条约）。1937年，愛爾蘭共和國成立并在随后废弃君主制，英國國名於1927年改為大不列颠及北爱尔兰联合王国（由先前的爱尔兰更替为北爱尔兰）。 |
| 愛爾蘭   | 英國於1921年12月6日在倫敦簽署的愛爾蘭自由邦協定規定的從大不列顛和愛爾蘭王國分裂出來。英國繼續控有北愛爾蘭。1937年12月29日，愛爾蘭採用新的愛爾蘭憲法，將國名正式定為「愛爾蘭」。1949年4月1日通過的愛爾蘭共和國法案最終廢除君主制，將國王職權全部交予作为虛位元首的爱尔兰總統，愛爾蘭成為议会制共和國。 |

#### 太平洋地区

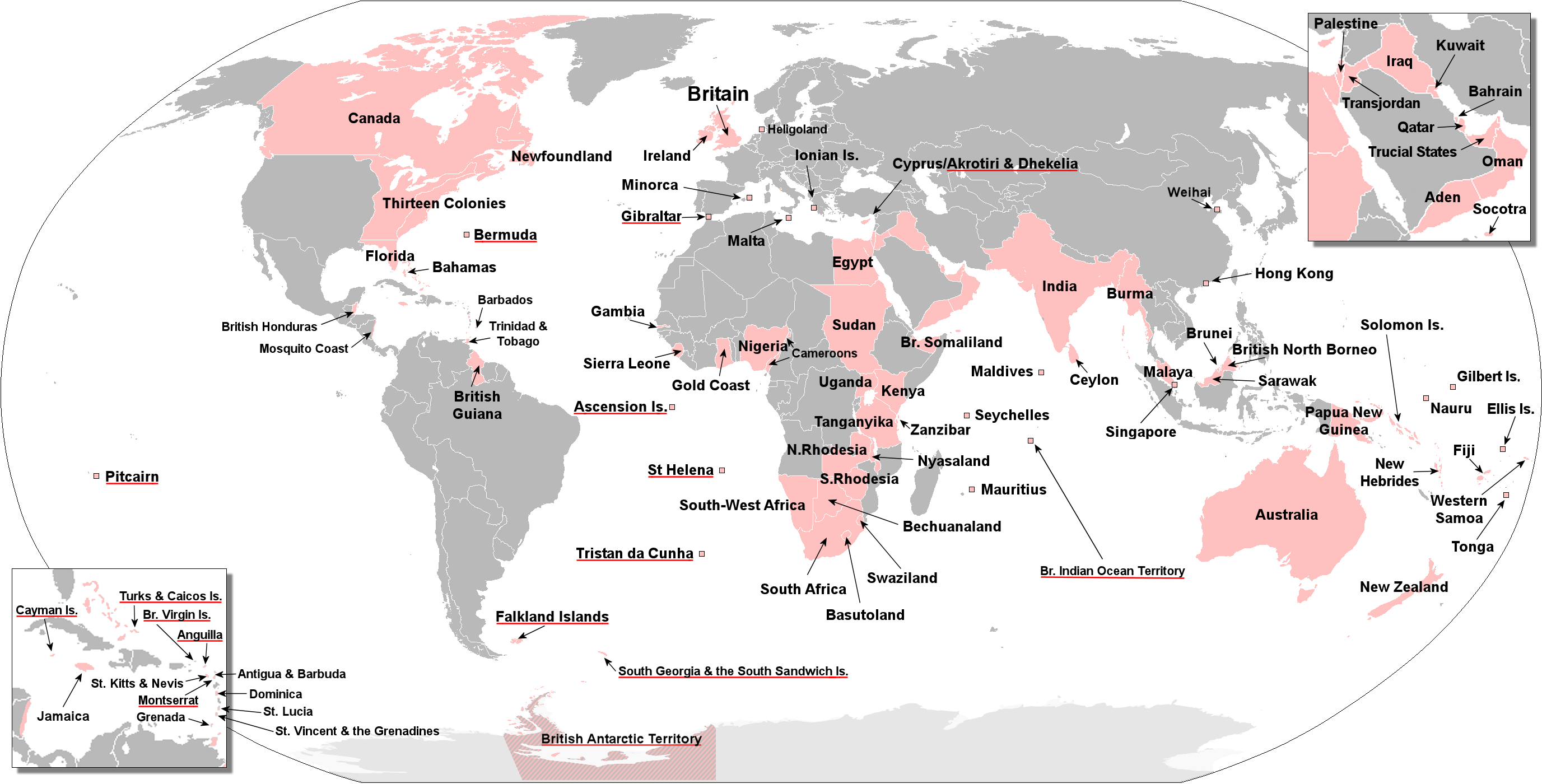
大英帝国历史上的统治范围，此处为不同时代的重叠地图

| 地区                        | 情况介绍 |
| --------------------------- | --- |
| 澳大利亚联邦                | 新南威尔士是英国在澳大利亚最早的一个殖民地，1770年詹姆斯·库克就提出对澳大利亚东部沿海进行开发，1788年第一批英国犯人被移民到此拓荒，1855年新南威尔士成立责任政府。1824年昆士兰成为英国在摩顿湾所建的第一个殖民地，一开始隶属于新南威尔士殖民政府，1859年脱离，成立独立的责任政府。1834年英国议会决定在澳大利亚成立新的殖民地，1836年第一批英国殖民者到达南澳大利亚，1855年南澳大利亚成立责任政府。塔斯马尼亚则早在1803年就被欧洲人殖民，最早被称作范迪门兰，是新南威尔士殖民政府下的一个行政区。1825年脱离新南威尔士成为独立的英国殖民地，1856年成立责任政府。1834年，来自塔斯马尼亚的英国人又到菲利浦港殖民，1851年维多利亚殖民地成立，4年后成立责任政府。西澳大利亚则从1826年开始就被殖民，但直到1890年才成立责任政府。1901年由新南威尔士、昆士兰、南澳大利亚、塔斯马尼亚、维多利亚和西澳大利亚合并组成澳大利亚联邦，后取得自治领地位。1986年取得完全的終審權，至此完全獨立。 |
| 埃利斯群岛（今 ）           | 1892年该群岛被英国宣布为其保护国，1916年埃利斯群岛与吉尔伯特群岛组成殖民地，1978年独立。 |
| 吉尔伯特群岛（今 基里巴斯） | 1892年与埃利斯群岛一同成为英国的保护国，1916年与埃利斯群岛组成殖民地，1979年独立。 |
| 斐濟                        | 1835年起就有传教士和殖民者在斐济定居，1874年应斐济酋长的要求，英国将斐济置于其保护之下，1970年独立。 |
| 瑙鲁                        | 原属德属新几内亚，一战结束后澳大利亚开始对其进行委任统治，一直持续到1968年瑙鲁独立。 |
| 新西兰                      | 詹姆斯·库克分别于1769年和1770年对新西兰北岛和南岛提出主权要求，1840年英国与当地毛利人签订条约，英国开始统治新西兰，1856年新西兰成立责任政府，后取得自治领地位。2004年取得完全的終審權，至此完全獨立。 |
| 皮特开恩群岛                | 1790年，英国军舰邦蒂号发生军变，9名水手逃亡该岛，并在此定居，1838年英国将其纳入帝国版图。 |
| 所罗门群岛                  | 1893年起成为英国保护地，二战期间曾被日本占领，1978年独立。 |
|                             | 1879年汤加统治者与英国签订友好条约，1900年起受英国保护，1970年独立。 |
| 新赫布里底群岛（今 ）       | 原为英国和法国的共属殖民地，1980年独立。 |

### 於1921年前丧失的领土
- 英属北美十三殖民地，后来美利坚合众国成爲其中一部分領地。
  - 德拉瓦
  - 马里兰
  - 新泽西
  - 維珍尼亞（包括現時的維珍尼亞州和西維珍尼亞州）
  - 马萨诸塞（包括現時的马萨诸塞州和缅因州）
  - 纽约（包括現時的纽约州和佛蒙特州）
  - 新罕布什尔
  - 罗德岛
  - 乔治亚
  - 北卡罗莱那
  - 南卡罗莱那
  - 康涅狄格
  - 宾夕法尼亚
  - 对于英属北美十三殖民地与密西西比河之间的领土归属，各殖民地都存在争议，这些地区成为现在美国的阿拉巴马州、密西西比州、田纳西州、肯塔基州、俄亥俄州、伊利诺伊州、印第安那州、密歇根州、威斯康辛州的一部分及路易斯安那州的一部分
- 中世纪在百年戰爭中法国的部分领土；
- 赫里戈兰岛 在1807年被英国占领，1890年割让给德国。第二次世界大战后英军再次占领，后于1952年归还联邦德国；
- 汉诺威 从1714年8月1日乔治一世登基到1837年6月20日威廉四世去世，德国的汉诺威都是英国领土；
- 佛罗里达州 割让给西班牙，其後于1845年加入美国；
- 夏威夷群岛 1843年2月25日英国夺得該島。同年11月28日，夏威夷宣布独立。1898年7月7日美国占领夏威夷；
- 爱奥尼亚群岛于1809年被英国占领，1864年割让给希腊；
- 梅诺卡岛1708年被英国占领，后割让给西班牙；
- 蚊子海岸（Mosquito Coast）在1655年至1850年间曾是英国的保护地；

### 各个殖民地独立后形成的独立的主权国家

#### 1922年之前独立于大英帝国的主权国家
1. 美国
  1.  特拉华州
  2.  马里兰州
  3.  马萨诸塞州
  4.  新泽西州
  5.  西弗吉尼亚州
  6.  纽约州
  7.  缅因州
  8.  新罕布什尔州
  9.  罗得岛州
  10.  喬治亞州
  11.  北卡罗来纳州
  12.  南卡罗来纳州
  13.  康涅狄格州
  14.  宾夕法尼亚州

#### 1922年之后独立于大英帝国的主权国家
1. 愛爾蘭
2. 馬爾他
3. 印度
4. 巴基斯坦
5. 賴索托
6. 南非
7. 埃及
8. 模里西斯
9. 喀麦隆
10. 奈及利亞
11. 尚比亞
12. 马拉维
13. 辛巴威
14. 索馬利蘭（實際上從索馬利亞獨立，惟未被國際承認）
15. 苏丹
16. 南蘇丹（從蘇丹獨立）
17. 坦桑尼亚
18. 乌干达
19. （至今仍為英聯邦王國之一）
20. 加拿大（至今仍為英聯邦王國之一）
21. 安地卡及巴布達（至今仍為英聯邦王國之一）
22. （至今仍為英聯邦王國之一）
23. 格瑞那達（至今仍為英聯邦王國之一）
24. 圣卢西亚（至今仍為英聯邦王國之一）
25. 巴哈马（至今仍為英聯邦王國之一）
26. 多米尼克
27. 牙买加（至今仍為英聯邦王國之一）
28. 圣基茨和尼维斯（至今仍為英聯邦王國之一）
29. 千里達及托巴哥
30. 巴林
31. 南也門（已併入也門共和國）
32. （從澳洲獨立，至今仍為英聯邦王國之一）
33. 新西兰（至今仍為英聯邦王國之一）
  1.  纽埃（與紐西蘭自由聯合）
  2.  庫克群島（與紐西蘭自由聯合）
34. 斐济
35. （至今仍為英聯邦王國之一）
36. 緬甸
37. 斯里蘭卡
38. 伊拉克
39. 科威特
40. 阿联酋
41. 马来西亚
42. 新加坡（被馬來西亞驅逐出聯邦而被迫獨立）
43. 馬爾地夫
44. 巴勒斯坦
45. 以色列
46. 阿曼
47. 约旦
48. 賽普勒斯
  1.  北賽普勒斯
49. （至今仍為英聯邦王國之一）
50. 瑙鲁
51. 所罗门群岛（至今仍為英聯邦王國之一）
52. 基里巴斯

### 至今英国仍拥有的海外领地
王冠属地
1. 根西
2. 澤西
3. 马恩岛

英国海外领土
1. 英属南极领地（未獲國際普遍承認）

今天英国仍拥有的海外领地

2. 福克蘭群島  （與阿根廷有主權爭議）
3. 南乔治亚和南桑威奇群岛 （與阿根廷有主權爭議）
4. 皮特凯恩群岛
5. 百慕大
6. 英屬維爾京群島
7. 开曼群岛
8. 直布罗陀 （與西班牙有主權爭議）
9. 圣赫勒拿、阿森松和特里斯坦-达库尼亚
  1.  聖赫勒拿

英国特殊屬地
1. 亞克羅提利與德凱利亞

### 引用
1. ↑  National Anthem, British Monarchy official website. Retrieved 16 November 2013.
2. ↑  Maddison 2001[錨點失效], p. 97: "The total population of the Empire was 412 million [in 1913]"; Maddison 2001[錨點失效], pp. 241: "[World population in 1913 (in thousands):] 1 791 020".
3. ↑  Jackson[錨點失效], pp. 5–6.
4. ↑  .   [2013-11-21]. （原始内容存档于2013-10-29） （英语）.
5. ↑  Taagepera[錨點失效], p. 502.
6. ↑  .   [2021-03-10]. （原始内容存档于2021-04-11）.
7. ↑   (PDF).   [2021-03-10]. （原始内容 (PDF)存档于2021-03-19）.,澳門理工學報
8. ↑  .   [2021-03-10]. （原始内容存档于2021-04-11）., KS3 History Revision, BBC Bitesize
9. ↑  .   [2022-03-17]. （原始内容存档于2022-03-11）.,Pgzavo
10. ↑  .   [2021-03-10]. （原始内容存档于2021-04-11）.
11. ↑   (PDF).   [2021-03-10]. （原始内容 (PDF)存档于2021-03-17）.,政大機構典藏
12. ↑  .   [2021-03-10]. （原始内容存档于2021-03-17）.
13. ↑  Andrews 1985, p. 45.
14. ↑  Koebner, pp. 29–52.
15. ↑  Thomas, pp. 155–58
16. ↑  Canny, p. 62.
17. ↑  Lloyd, pp. 4–8.
18. ↑  Canny, p. 7.
19. 1 2   (PDF).   [2021-03-10]. （原始内容 (PDF)存档于2014-05-13）.,台灣國際研究學會
20. ↑  .   [2021-03-10]. （原始内容存档于2021-04-11）.Historic UK
21. ↑  .   [2021-03-10]. （原始内容存档于2021-04-11）.National Geographic Kids
22. ↑  Lloyd, p. 37.
23. ↑  Canny, p. 228.
24. ↑  Marshall[錨點失效], pp. 440–64.
25. ↑  Pagden, p. 90.
26. ↑  Shennan, pp. 11–17.
27. ↑  James, p. 58.
28. ↑  Anderson, p. 277.
29. ↑  Smith, p. 17.
30. ↑  Bandyopādhyāẏa, pp. 49–52
31. ↑  Smith, pp. 18–19.
32. 1 2  Buckner, p. 25.
33. ↑  Pagden, p. 91.
34. ↑  Smith, pp. 20–21.
35. ↑  Peters, pp. 5–23.
36. ↑  James, p. 142.
37. ↑  Macintyre, pp. 33–34.
38. ↑  Broome, p. 18.
39. ↑  Pascoe
40. ↑  McKenna, pp. 28–29.
41. ↑  Brock[錨點失效], p. 159.
42. ↑  Fieldhouse[錨點失效], pp. 145–49
43. ↑  Cervero[錨點失效], p. 320
44. ↑  James, p. 152.
45. ↑  James, p. 151.
46. ↑  Lloyd, pp. 115–118.
47. ↑  James, p. 165.
48. ↑  . The Abolition Project.   [2016-12-31]. （原始内容存档于2018-10-14）.
49. ↑  Porter[錨點失效], p. 14.
50. ↑  Hinks, p. 129.
51. ↑  . Historic England.   [2019-11-24]. （原始内容存档于2021-08-15） （英语）. As a result of public pressure apprenticeships were abolished early, in 1838.
52. ↑  . pdavis. 1833-08-28  [2008-06-03]. （原始内容存档于2008-05-24）.
53. ↑  Sanchez Manning. . The Independent. 2013-02-24  [2018-02-11]. （原始内容存档于2019-12-12）.
54. ↑  Hopkirk[錨點失效], pp. 1–12.
55. ↑  James, p. 181.
56. 1 2 3  James, p. 182.
57. ↑  Royle, preface.
58. ↑  Williams, pp. 360–373.
59. ↑  Hodge, p. 47.
60. ↑  . BBC. 2022-06-29  [2022-09-16]. （原始内容存档于2022-09-23）.
61. ↑  . metro news.   [2024-10-06]. （原始内容存档于2025-03-06） （英国英语）.